# Volvo V70
O Volvo V70 é uma perua de segmento E fabricada e comercializada pela Volvo Cars de 1996 a 2016 ao longo de três gerações. O nome V70 combina a letra V, que significa versatilidade, e 70, que denota o tamanho relativo da plataforma (ou seja, um V70 é maior que um V40, mas menor que um V90).
A primeira geração (1996–2000) estreou em novembro de 1996. Era baseada na plataforma P80 e estava disponível com tração dianteira e integral (AWD), esta última comercializada como V70 AWD. Em setembro de 1997, uma versão crossover chamada V70 XC ou V70 Cross Country foi lançada. O modelo sedã foi denominado Volvo S70.
A segunda geração (2000-2007) estreou na primavera de 2000. Foi baseada na plataforma P2 e, como seu antecessor, também foi oferecida como uma variante de tração integral comercializada como V70 AWD e como uma versão crossover inicialmente chamada de V70 XC. Para o ano modelo de 2003, o crossover foi renomeado para XC70. O modelo sedã foi denominado Volvo S60.
A terceira geração (2007–2016) estreou em fevereiro de 2007. Foi baseada na plataforma P3 e comercializada como V70 e XC70. A produção do V70 terminou em 25 de abril de 2016, o XC70 continuou até 13 de maio de 2016. O modelo sedã foi denominado Volvo S80.

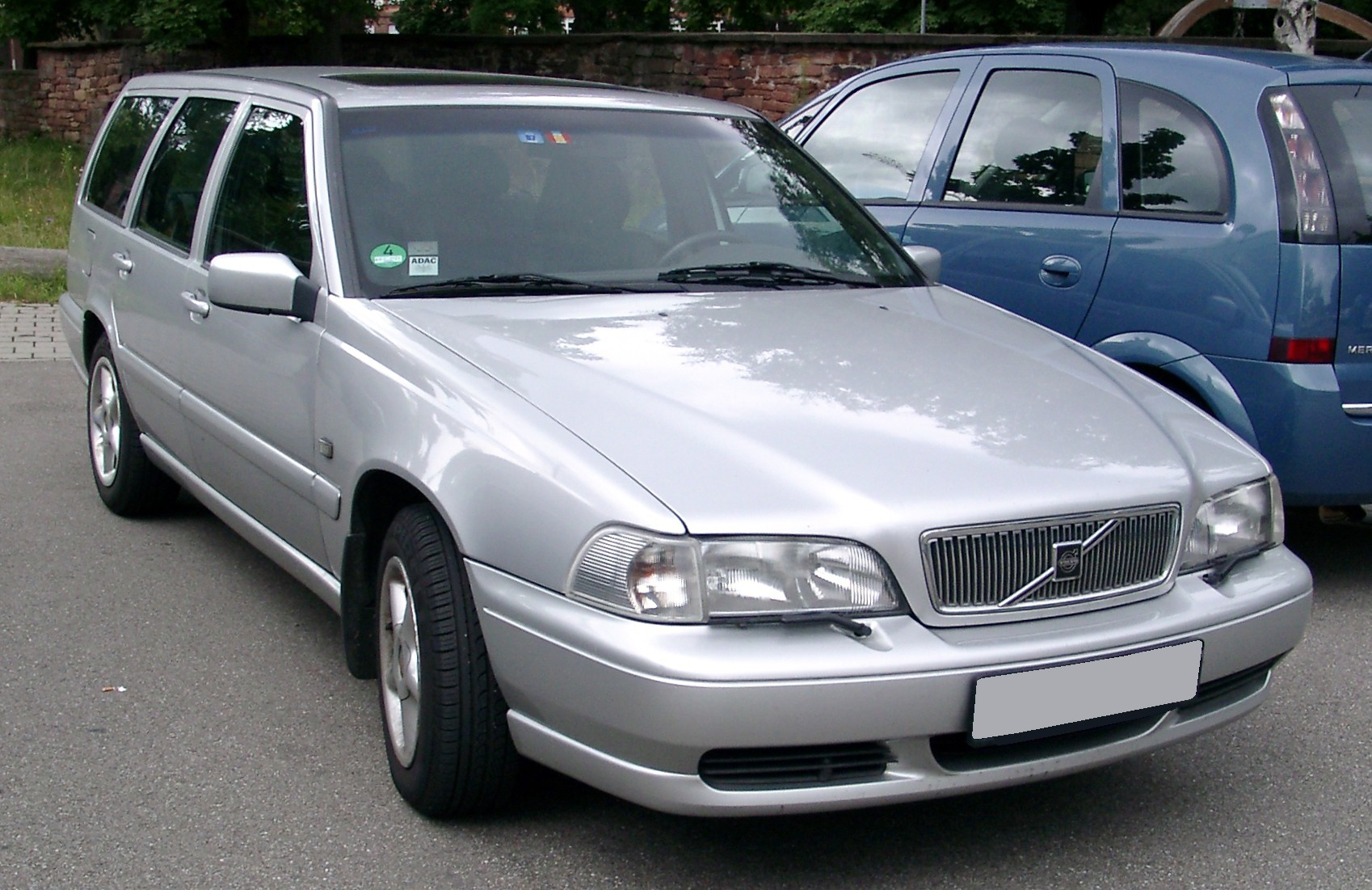
1ª geração
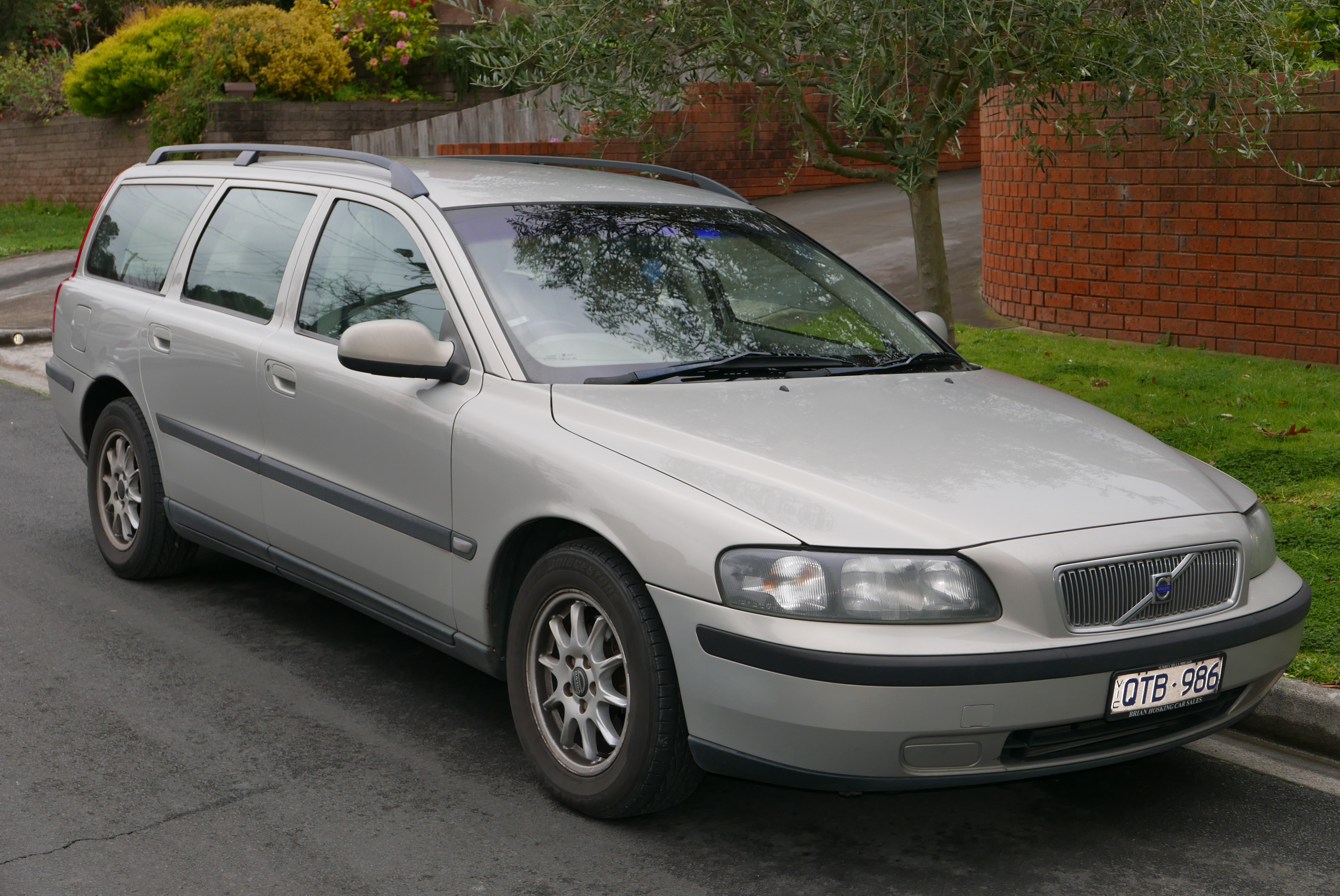
2ª geração
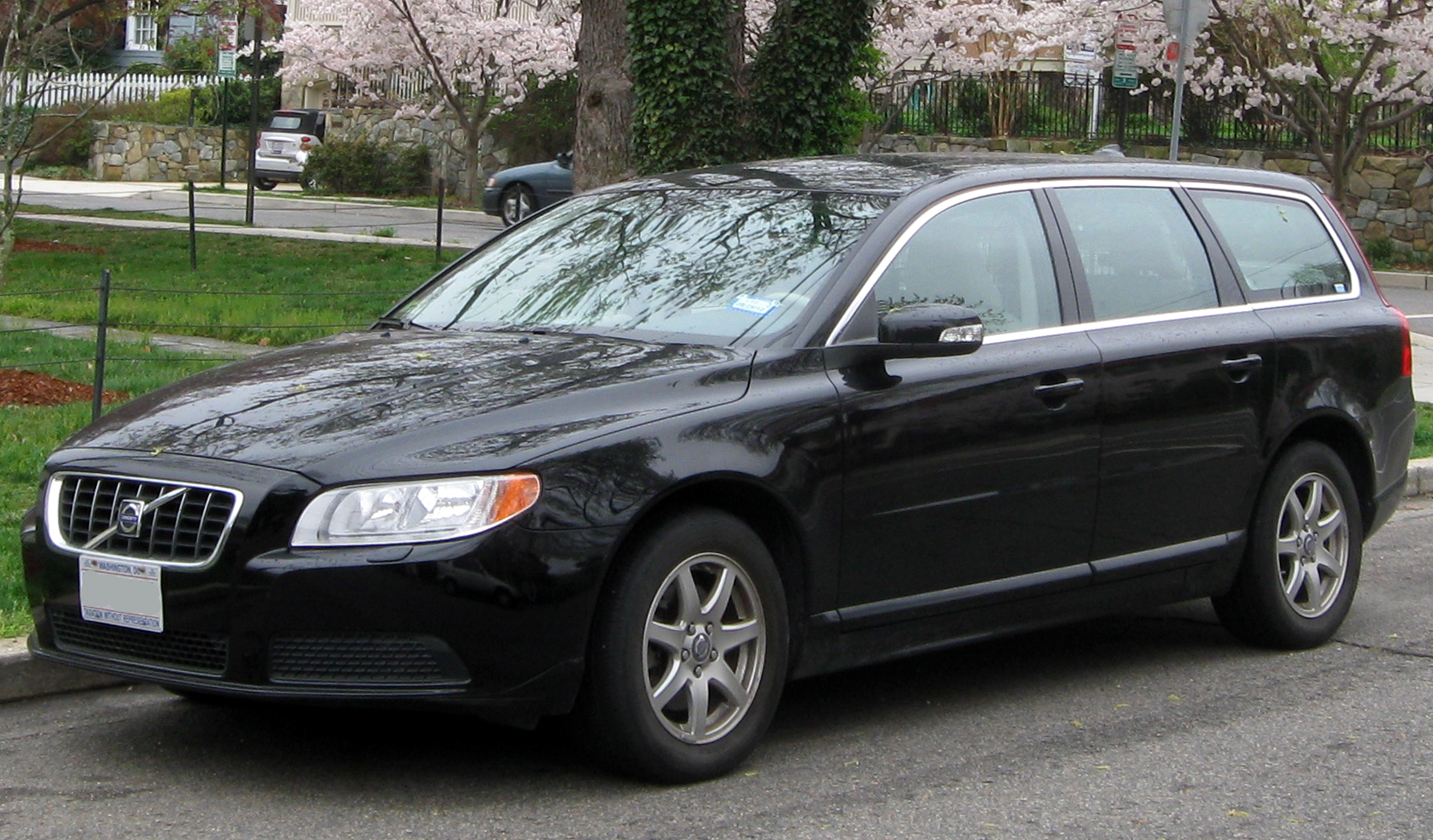
3ª geração